# 弗朗西斯·貝弗利·比德尔

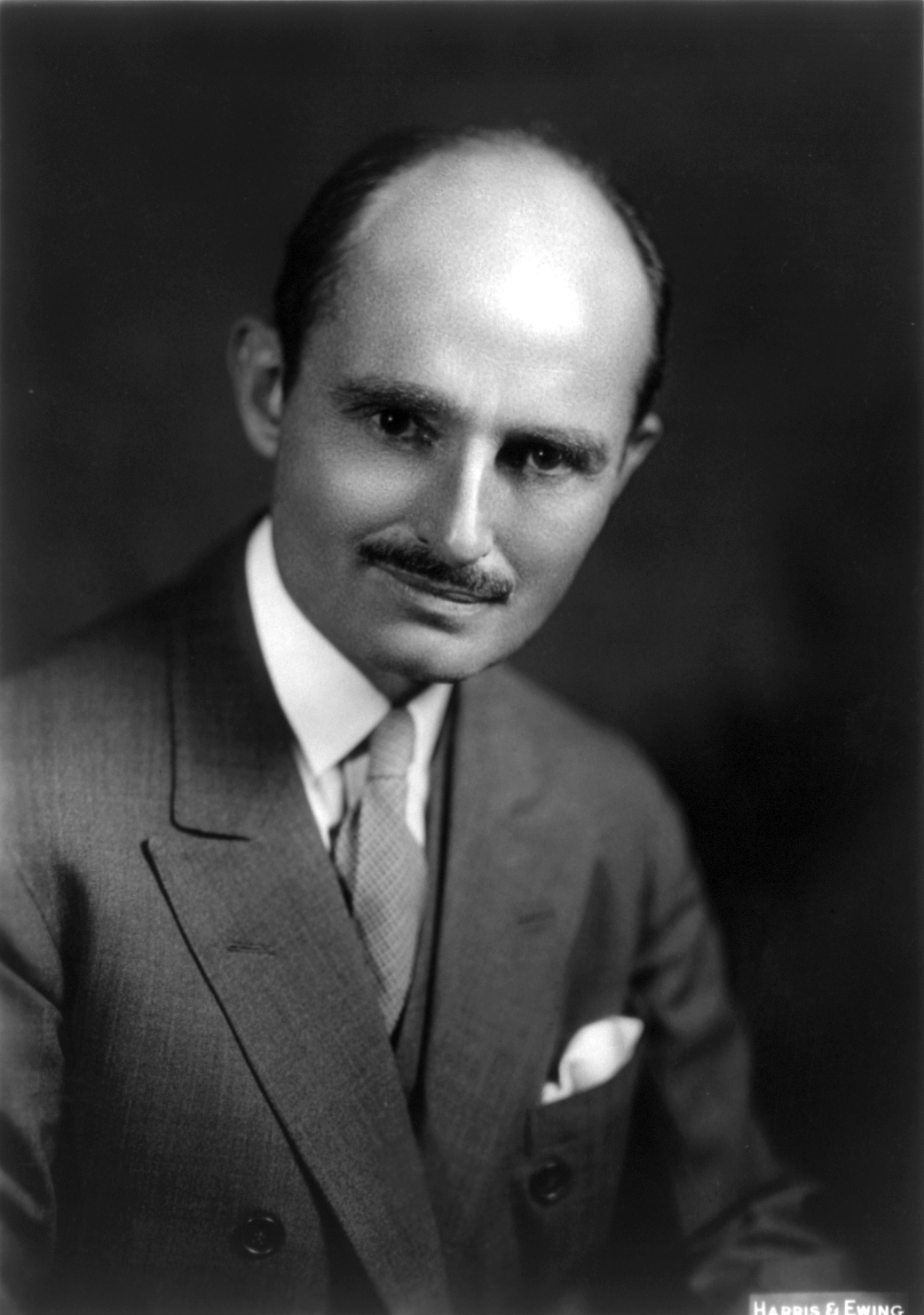
弗朗西斯·贝弗利·比德尔

弗朗西斯·贝弗利·比德尔（英語：Francis Beverley Biddle，1886年5月9日法国巴黎—1968年10月4日马萨诸塞州韦尔弗利特），美国律师、政治家，曾任美國訟務次長及美国司法部长。
比德尔是纽伦堡审判中的美国法官。
| 前任： 罗伯特·H·杰克逊 | 美国司法部长 1941年-1945年 | 繼任： 汤姆·C·克拉克 |